# Hung Jury
Albums de Michel'le
Michel'le
(1989)
Singles
1. Hang Tyme
Sortie : 1998
2. Can I Get a Witness?
Sortie : 1998

Hung Jury est le deuxième album studio de Michel'le, sorti le 24 août 1998.
L'album, qui n'a pas connu le succès du précédent, s'est classé 56e au Top R&B/Hip-Hop Albums.

## Liste des titres
| No  | Titre               | Auteur                                      | Contient un (des) sample(s) de              | Durée |
| --- | ------------------- | ------------------------------------------- | ------------------------------------------- | ----- |
| 1.  | Hang Tyme           | Reggie Lamb, Michel'le Toussaint            | Hang Tyme (Cool Down Remix) de Damon Thomas | 4:54  |
| 2.  | Can I Get a Witness | Steve Grisette, Michel'le, David L. Stewart |                                             | 4:09  |
| 3.  | Crazy               | Reggie Lamb, Michel'le                      |                                             | 4:21  |
| 4.  | Here 4 U            | Reggie Lamb                                 |                                             | 4:23  |
| 5.  | After the Love      | Reggie Lamb, Michel'le                      |                                             | 4:39  |
| 6.  | Tonight Is          | Lou Donaldson, Michel'le                    |                                             | 4:42  |
| 7.  | Walk With Me        | Cynthia Calhoun, Michel'le, Craig Lane      |                                             | 5:39  |
| 8.  | Don't Say U Love Me | Reggie Lamb, Michel'le                      |                                             | 4:47  |
| 9.  | Wasted My Tyme      | Michel'le                                   |                                             | 3:46  |
| 10. | No Where 2 Run      | Cynthia Calhoun, Michel'le                  |                                             | 4:31  |
| 11. | Hung Jury           | Reggie Lamb, Michel'le, Frank Wilson        |                                             | 4:39  |